# Пам'ятник воїнам Волинського піхотного полку (Севастополь)
Пам'ятник воїнам Волинського піхотного полку — пам'ятник воїнам Волинського піхотного полку Російської імператорської армії, учасникам Кримської війни. Знаходиться на Братському кладовищі учасників Кримської війни в Севастополі на правій стороні цвинтаря біля могили Михайла Кумані. Споруджений 1880 — 1890-х роках і є єдиним монументом на цвинтарі, що встановлений не на могилі, а на честь воїнів полку.

## Передісторія
За період Першої оборони Севастополя волинці втратили 3 896 вояків, які були поховані в Севастополі. Після війни, в листопаді 1875 року, командир Волинського полку, заручившись підтримкою високопоставлених осіб, звернувся до Імператорської академії мистецтв з проханням виконати проект пам'ятника воїнам полку, для того щоб встановити його на Братському кладовищі в Севастополі. Але командування полку володіло незначними коштами на спорудження монумента — всього лише однією тисячею рублів, і Академія мистецтв від роботи відмовилася. Тоді товариство архітекторів Санкт-Петербурга оголосило у себе конкурс на розробку проекту пам'ятника волинцям і зробило це безкоштовно. Вже в травні 1876 року стало відомо, що найкращим визнано проект архітектора О. Г. Гронвальда під девізом «Терпіння і труд все перетруть», другу премію отримав архітектор Шестаков (проект під девізом «За Віру, Царя і Вітчизну»). Незабаром пам'ятник був споруджений.

## Опис
Пам'ятник являє собою біломармуровий саркофаг, встановлений на багатоступеньковому постаменті із складнопрофільним карнизом. Високохудожня різьба, строгі пропорції, якість виконання дозволяють віднести цей пам'ятник до найкращих зразків цвинтарної архітектури. На п'єдесталі рельєфне зображення вінка і перевернуті факели. На лицьовій і зворотній сторонах п'єдесталу меморіальний напис:
|  | «Штаб, обер-офіцерам і нижнім чинам Волинського піхотного полку, полеглим при захисті м. Севастополя в 1854 і 1855 роках. Від товариства офіцерів Волинського піхотного полку». Оригінальний текст (рос.) «Штаб, обер-офицерам и нижним чинам Волынского пехотного полка, павшим при защите г. Севастополя в 1854 и 1855 годах. От общества офицеров Волынского пехотного полка. |